# Aristofánes z Byzance
Aristofánes z Byzance, řecky Ἀριστοφάνης ὁ Βυζάντιος (asi 257 př. n. l. - asi 185 př. n. l.) byl starořecký učenec, kritik a gramatik, obzvláště proslulý svými pracemi o Homérovi, Pindarovi a Hésiodovi.
Narodil se v Byzanci, brzy se ale přestěhoval do Alexandrie a studoval u Zénodota a Kallimacha z Kyrény. Nahradil Eratosthéna v čele Alexandrijské knihovny. Jako první vyvrátil, že spis Cheírōnos hypothêkai je dílem Hésioda.
Působil v období, kdy řečtina, po expanzi Alexandra Velikého, začala fungovat jako lingua franca pro východní Středomoří a nahradila tak řadu semitských jazyků. Aristofánes proto vynalezl akcentní systém k určení výslovnosti. Akcenty byly navrženy tak, aby pomohly s výslovností řečtiny ve starších literárních dílech.
Také vynalezl jednu z prvních forem řecké interpunkce. Tato interpunkce se stala základem mnoha dalších. Jako lexikograf sestavil sbírky archaických a neobvyklých slov. Z jeho rozsáhlých spisů se dochovalo jen několik fragmentů zachovaných v textech pozdějších autorů, několik názorů na díla řeckého dramatu a část uvedeného slovníku.
Jeho žákem byl Aristarchos ze Samothráky.